# ژلزنودوروژنایا کازارما ۱۹۳ کم
ژلزنودوروژنایا کازارما ۱۹۳ کم (به لاتین: Zheleznodorozhnaya Kazarma 193 km) یک منطقهٔ مسکونی در روسیه است که در سرزمین آلتای واقع شده‌است.